# Равнинный (Ставропольский край)
Равни́нный (бывш. Посёлок отделения № 2 свх. «Красная Заря») — посёлок в Новоалександровском районе (городском округе) Ставропольского края России. Находился в составе муниципального образования «Сельское поселение Краснозоринский сельсовет» (упразднено 1 мая 2017 года).

## География
Расстояние до краевого центра: 52 км. Расстояние до районного центра: 27 км.

## История
В 1972 году Указом Президиума ВС РСФСР посёлок отделения № 2 совхоза «Красная заря» переименован в Равнинный.

## Население
| 1989 | 2002 | 2010 | 2014 | 2023 |
| ---- | ---- | ---- | ---- | ---- |
| 778  | ↘760 | ↗896 | ↗900 | ↘704 |

## Инфраструктура
- Дом культуры[8]
- Библиотека. Открыта 8 октября 1970 года[9]

## Образование
- Детский сад № 41 «Теремок». Открыт 18 августа 1986 года[10]
- Основная общеобразовательная школа № 15. Открыта 15 сентября 1986 года[10].

## Экономика
- ОАО «Урожайное»[11]

## Археология
В сентябре 2007 года в балке Твердова в карьере между хутором Родионов и посёлком Равнинный был найден почти полный скелет южного слона Archidiskodon meridionalis (Nesti), обитавшего в этих краях 1—1,8 млн лет назад. Эта находка относится к разряду уникальных, так как на тот момент в музеях мира хранилось всего 4 скелета ископаемых слонов этого вида.

## Памятники
- Братская могила советских воинов, погибших в борьбе с фашистами. 1942—1943, 1949 года[13]

## Кладбище
Севернее посёлка расположено общественное открытое кладбище площадью 5970 м².